# Đĩa bay Đường sắt Anh
Đĩa bay Đường sắt Anh (tiếng Anh: British Rail flying saucer), chính thức được gọi đơn giản là phương tiện không gian, là một loại tàu vũ trụ liên hành tinh do kỹ sư Charles Osmond Frederick đề xuất thiết kế. Mặc dù con tàu được đề xuất yêu cầu phản ứng tổng hợp nhiệt hạch có kiểm soát và các công nghệ tương lai khác, đơn xin cấp bằng sáng chế đã được nộp thay mặt cho hãng Đường sắt Anh vào tháng 12 năm 1970 và được cấp vào ngày 21 tháng 3 năm 1973.

## Mục đích
Chiếc đĩa bay ban đầu được khởi xướng dưới dạng kiến nghị làm thành một bệ nâng. Tuy nhiên, dự án được sửa đổi và chỉnh sửa, vào thời điểm bằng sáng chế được nộp lên, nó đã trở thành một phương tiện chở khách lớn dành cho du hành liên hành tinh.

## Thiết kế
Chiếc tàu này được cung cấp năng lượng bằng phản ứng tổng hợp hạt nhân, sử dụng chùm tia laze để tạo ra xung năng lượng hạt nhân trong một máy phát điện ở trung tâm con tàu, với tốc độ trên 1000 Hz để ngăn chặn sự cộng hưởng có thể làm hỏng phương tiện. Các xung năng lượng sau đó sẽ được chuyển ra khỏi vòi phun thành một loạt các điện cực xuyên tâm chạy dọc theo mặt dưới của tàu, chúng sẽ chuyển đổi năng lượng thành điện năng sau đó sẽ truyền vào một vòng nam châm điện cực mạnh (bằng sáng chế mô tả cách sử dụng chất siêu dẫn nếu khả thi). Những nam châm này sẽ tăng tốc các hạt hạ nguyên tử phát ra từ phản ứng nhiệt hạch, tạo ra lực nâng và lực đẩy. Thiết kế chung này từng được sử dụng trong một số nghiên cứu về tên lửa nhiệt hạch.
Một lớp kim loại dày chạy phía trên lò phản ứng nhiệt hạch sẽ hoạt động như một lá chắn để bảo vệ những hành khách ở trên khỏi bức xạ phát ra từ lõi của lò phản ứng. Toàn bộ phương tiện sẽ được lái theo cách sao cho việc tăng tốc và giảm tốc của tàu sẽ mô phỏng lực hấp dẫn trong điều kiện không trọng lực.
Đơn xin cấp bằng sáng chế do Jensen và Son đại diện cho Đường sắt Anh nộp vào ngày 11 tháng 12 năm 1970 và được cấp vào ngày 21 tháng 3 năm 1973.
Bằng sáng chế hết hiệu lực vào năm 1976 do không trả phí gia hạn.

## Giới truyền thông chú ý
Bằng sáng chế lần đầu tiên được giới truyền thông chú ý trong một bài báo trên tờ The Guardian vào ngày 31 tháng 5 năm 1978 của Adrian Hope trên tạp chí New Scientist.  Có một đề cập thêm trên tờ The Daily Telegraph vào ngày 11 tháng 7 năm 1982, trong mùa bàn chuyện vớ vẩn. Tạp chí The Railway Magazine đã nhắc đến nó trong số ra tháng 5 năm 1996, nói rằng dù sao thì hành khách cũng đều bị "chiên giòn" cả thôi.
Khi bằng sáng chế được tái khám phá vào năm 2006, tin tức này được công bố rộng rãi trên báo chí nước Anh. Một nhóm các nhà khoa học hạt nhân đã kiểm tra bản thiết kế và tuyên bố rằng chúng không thể hoạt động được, đắt tiền và rất kém hiệu quả. Michel van Baal của Cơ quan Vũ trụ Châu Âu cho biết "Tôi đã xem xét kế hoạch này, và chúng trông không nghiêm túc với tôi chút nào", cho rằng nhiều công nghệ được sử dụng trong con tàu này, chẳng hạn như phản ứng tổng hợp hạt nhân và chất siêu dẫn nhiệt độ cao, vẫn chưa được phát hiện, trong khi Colin Pillinger, nhà khoa học phụ trách tàu thăm dò Beagle 2, được dẫn lời nói rằng "Nếu tôi không xem nguồn tài liệu này, tôi sẽ không tin điều đó".